# Anunciado Serafini
Anunciado Serafini (* 16. November 1898 in Tres Arroyos, Provinz Buenos Aires, Argentinien; † 18. Februar 1963 in Vigo) war ein römisch-katholischer Bischof. 

## Leben
Am 20. Dezember 1924 weihte Santiago Luis Copello, Weihbischof in La Plata, Serafini zum Priester für das Erzbistum La Plata. Im Februar 1925 wurde er Professor am Seminar San José in der Nähe der Wallfahrtskirche Unserer Lieben Frau von Luján. Er war außerdem Leiter der Marianischen Kongregation und des heiligen Johannes Vianney, was seinem Amt einen starken marianischen Stempel aufdrückte. 
Papst Pius XI. ernannte ihn am 11. Mai 1935 zum Weihbischof in La Plata und Titularbischof von Arycanda. Zenobio Lorenzo Guilland, Erzbischof von Paraná, weihte ihn am 25. Juli 1935 zum Bischof. Mitkonsekratoren waren Fortunato Devoto und Miguel d’Andrea, beide Weihbischöfe in Buenos Aires. Papst Pius XI. ernannte ihn am 18. März 1939 zum Bischof von Mercedes. Am 29. Juni 1939 wurde er inthronisiert. 
Am 8. April 1962 weihte Serafini Antonio Quarracino zum Bischof. Da Kardinal Quarracino später Jorge Mario Bergoglio, den späteren Papst Franziskus, zum Bischof weihte, gehört Bischof Serafini zur Sukzessionslinie dieses Papstes.
Er starb am 18. Februar 1963 in Vigo auf der Rückreise von der ersten Sitzung des Zweiten Vatikanischen Konzils im Alter von 64 Jahren.